# Francisco Antônio de Sousa Queirós
Francisco Antônio de Sousa Queirós, Barão de Sousa Queirós (São Paulo, 8 de dezembro de 1806 — 4 de julho de 1891) foi um proprietário rural e político brasileiro.

## Vida
Foram seus pais o brigadeiro Luís António de Sousa Queirós e Genebra de Barros Leite.
Foi vereador, deputado provincial, deputado geral, presidente interino da Província de São Paulo e senador do Império do Brasil, de 1849 a 1891. 
O titulo de barão com grandeza foi concedido em 14 de outubro de 1874. As armas do Barão de Sousa Queirós, é uma combinação das armas das famílias Sousa do Prado, Macedo, Teixeira e Queirós.
Foi fundador, em 1874, da Associação Barão de Sousa Queirós de Proteção à Infância e à Juventude - Instituto Ana Rosa.. Foi sepultado no Cemitério da Consolação.
Era casado com Antônia Eufrosina de Campos Vergueiro, filha do Senador Vergueiro, com quem teve treze filhos.